# Uricea, Mureș
Uricea este un sat în comuna Hodac din județul Mureș, Transilvania, România.